# Саммит G-20 в Риме (2021)
Саммит G-20 в Риме — шестнадцатая встреча Группы двадцати (G20), прошедшая 30-31 октября 2021 года в Риме, столице Италии.

## Участники саммита
Этот саммит стал первым для президента США Д. Байдена и последним для Ангелы Меркель в качестве канцлера Германии. Президент России Владимир Путин принял участие в саммите по видеосвязи из-за сложной эпидемиологической ситуации с COVID-2019; российскую делегацию возглавлял глава МИД Сергей Лавров. Председатель КНР Си Цзиньпин также не приехал на встречу по внутренним причинам (Си не покидал Китай с января 2020 года); Китай представлял министр иностранных дел Ван И. Президент Мексики Андрес Лопес Обрадор, который вообще редко участвует в международных встречах, направил вместо себя главу МИД Марсело Эбрарда. Новый премьер-министр Японии Фумио Кисида и президент ЮАР Сирил Рамафоса пропустили саммит из-за того, что в их странах проходят выборы. Не приехал и наследный принц Саудовской Аравии Мухаммед; королевство представлял министр иностранных дел Фейсал бин Фархан Аль Сауд.

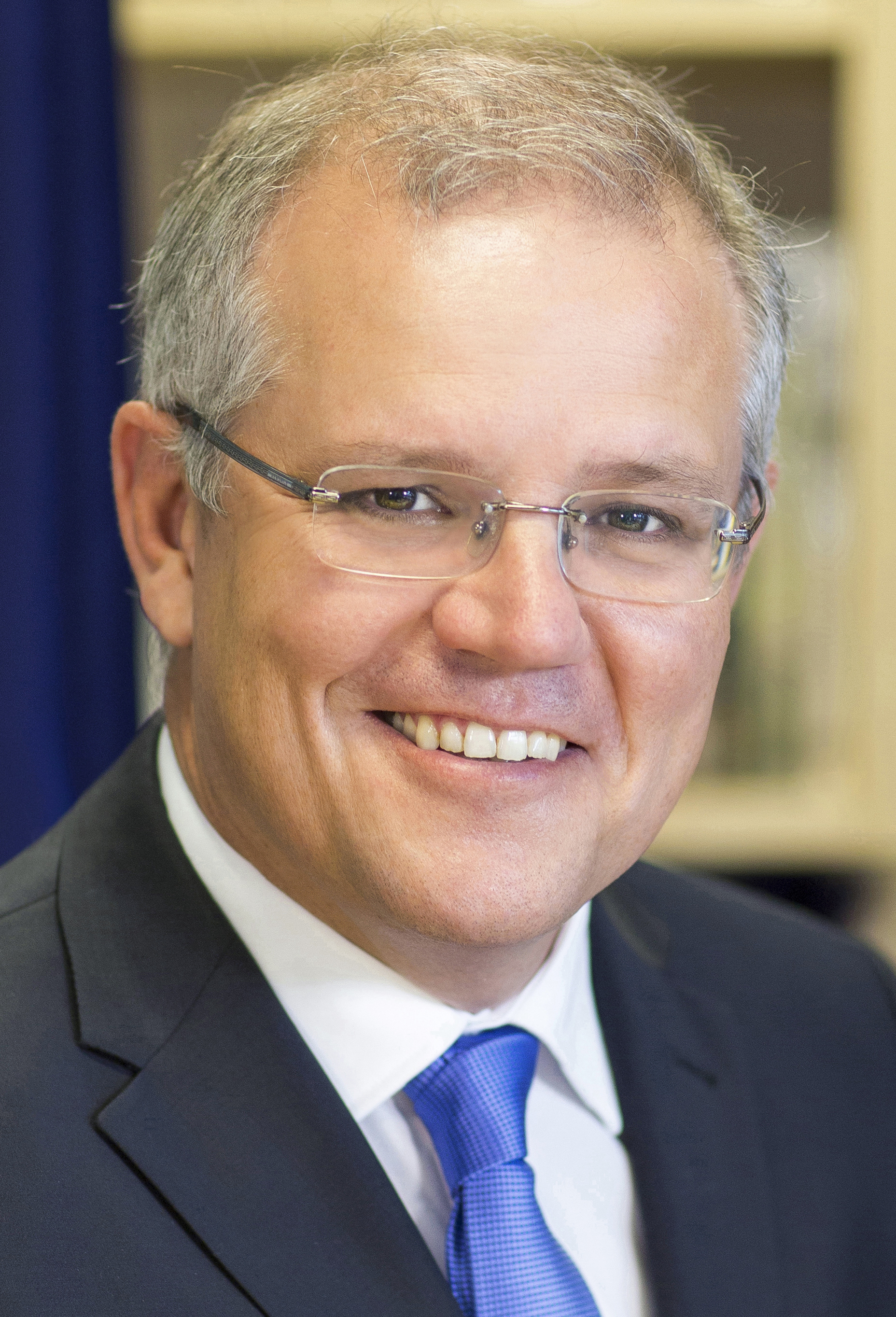
AUS Скотт Моррисон, Премьер-министр
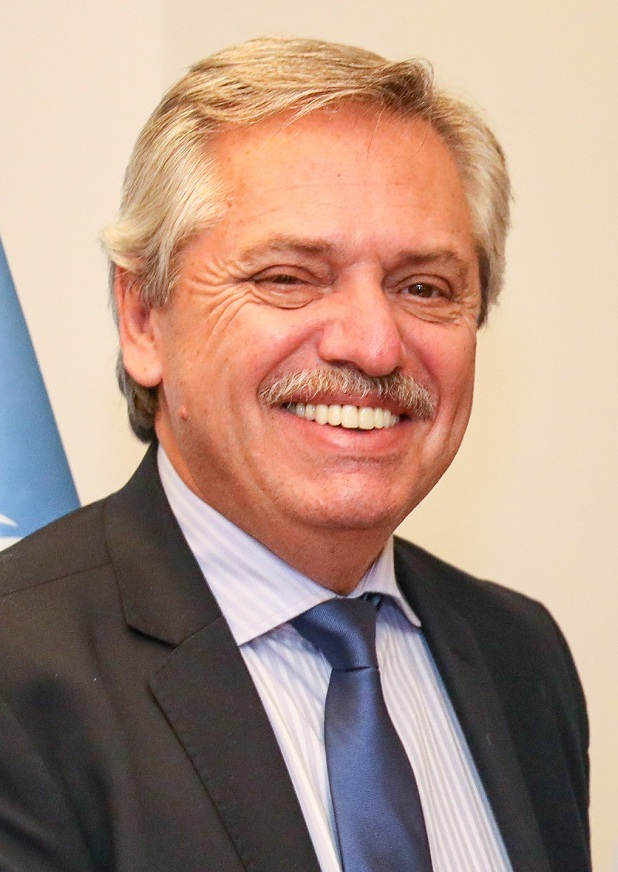
ARG Альберто Фернандес, Президент
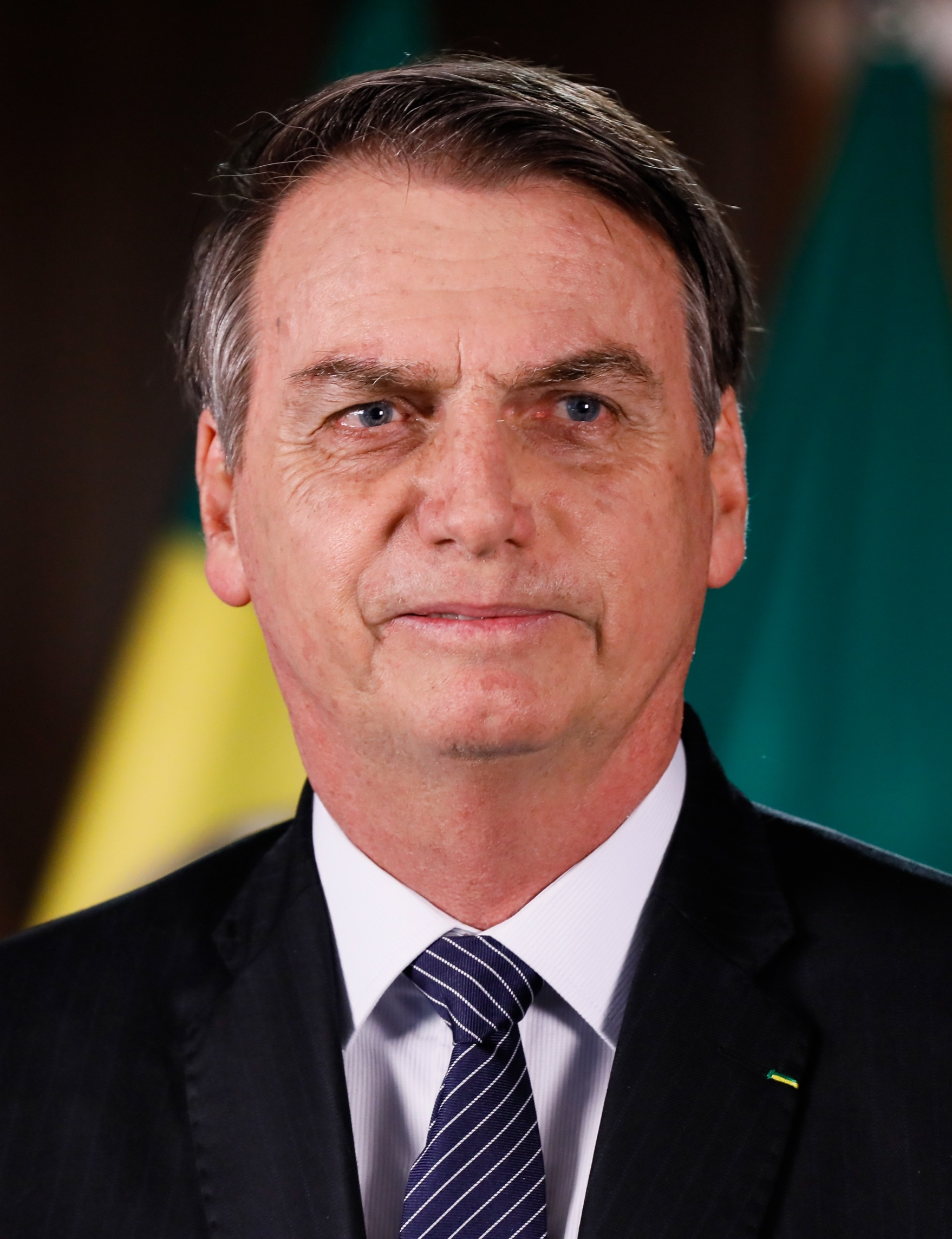
BRA Жаир Болсонару, Президент
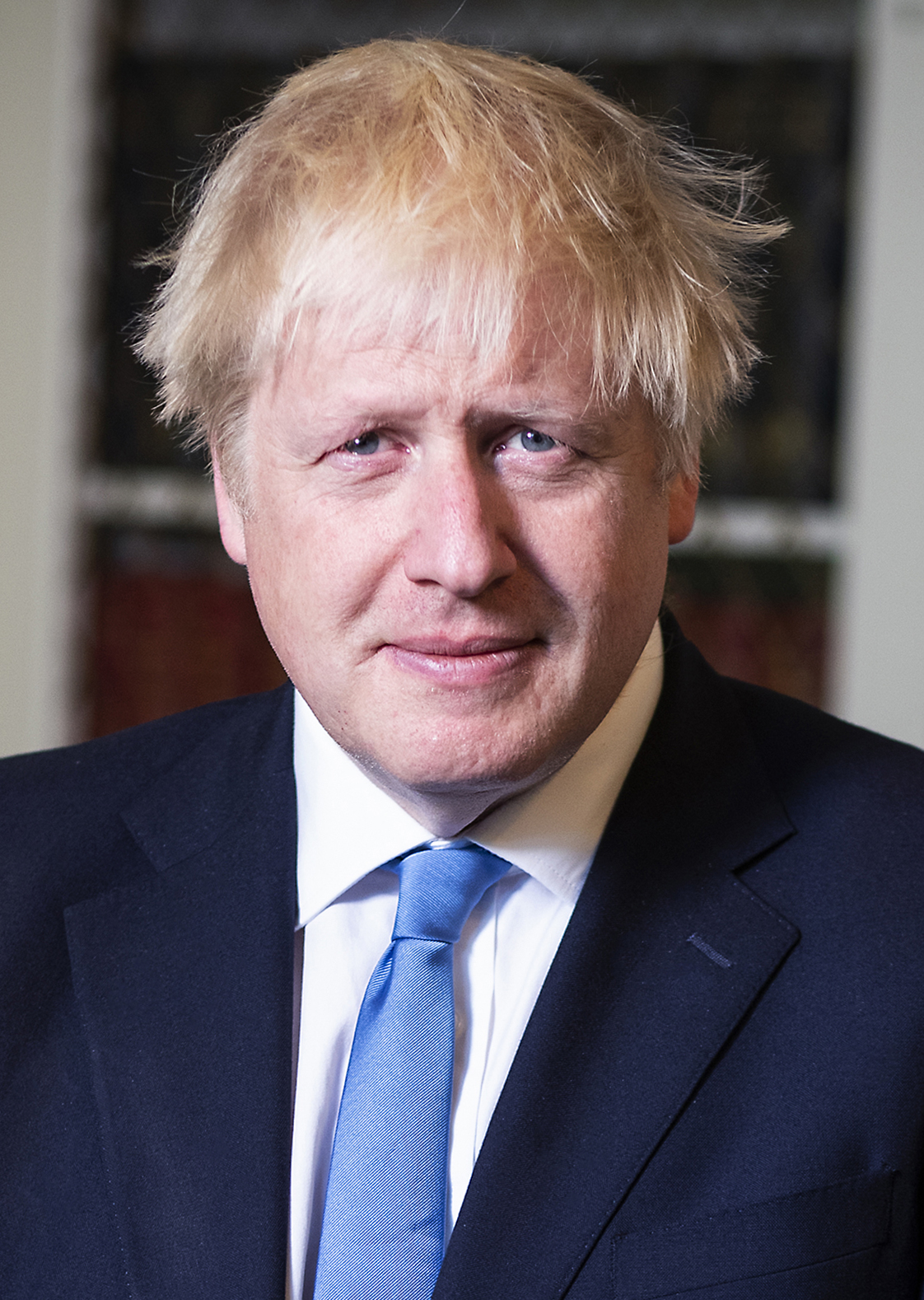
' Борис Джонсон, Премьер-министр
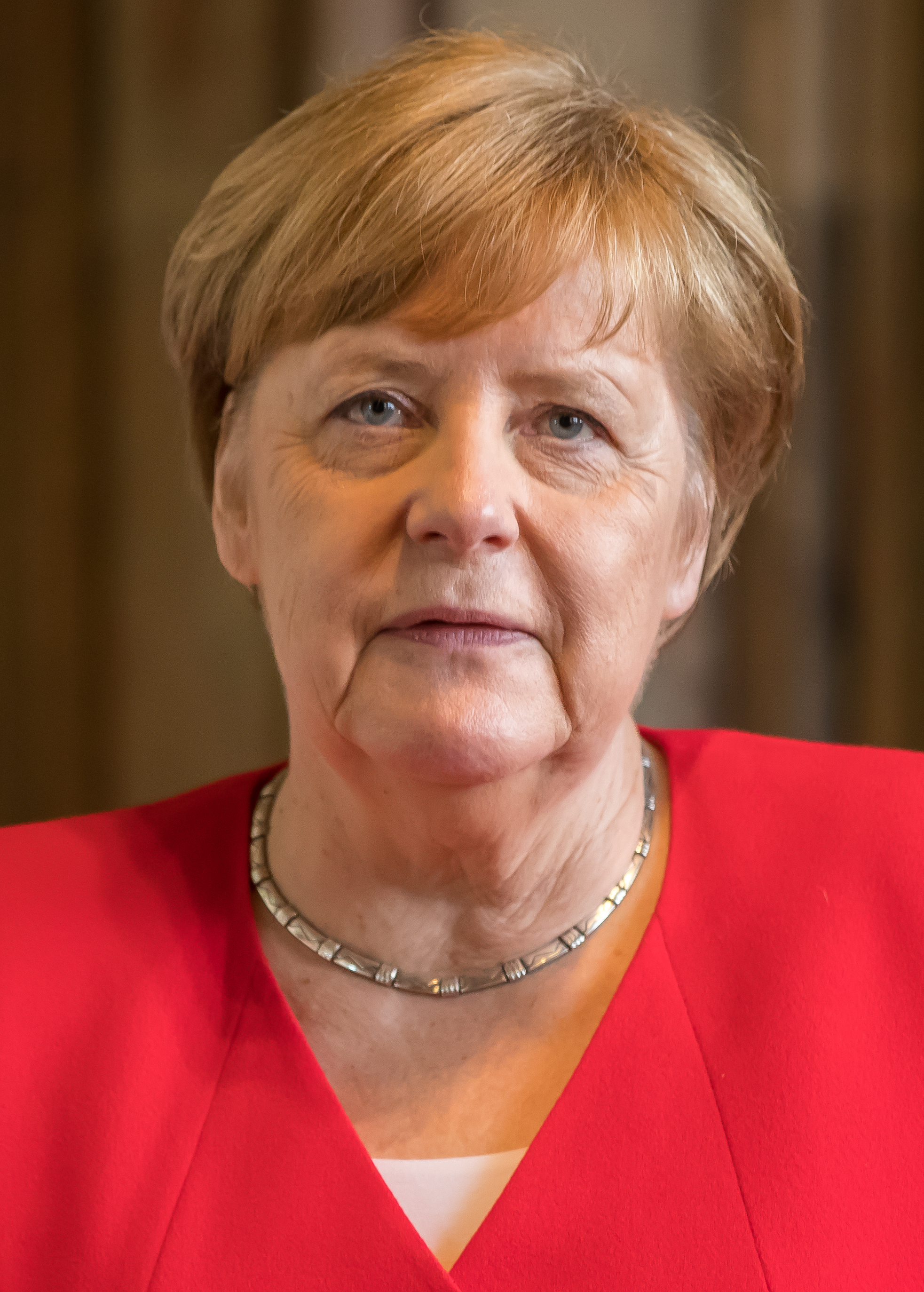
GER Ангела Меркель, и.о. Канцлера
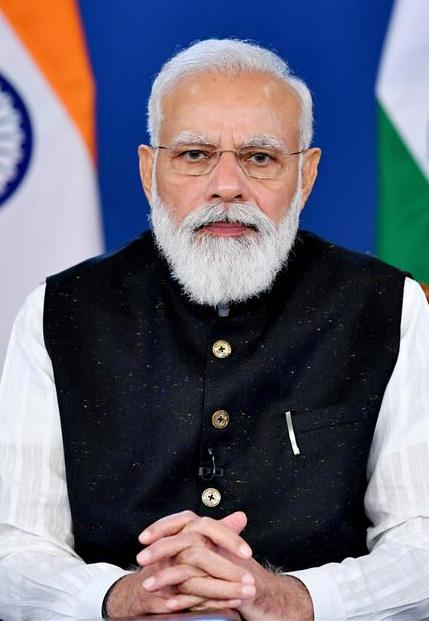
IND Нарендра Моди, Премьер-министр
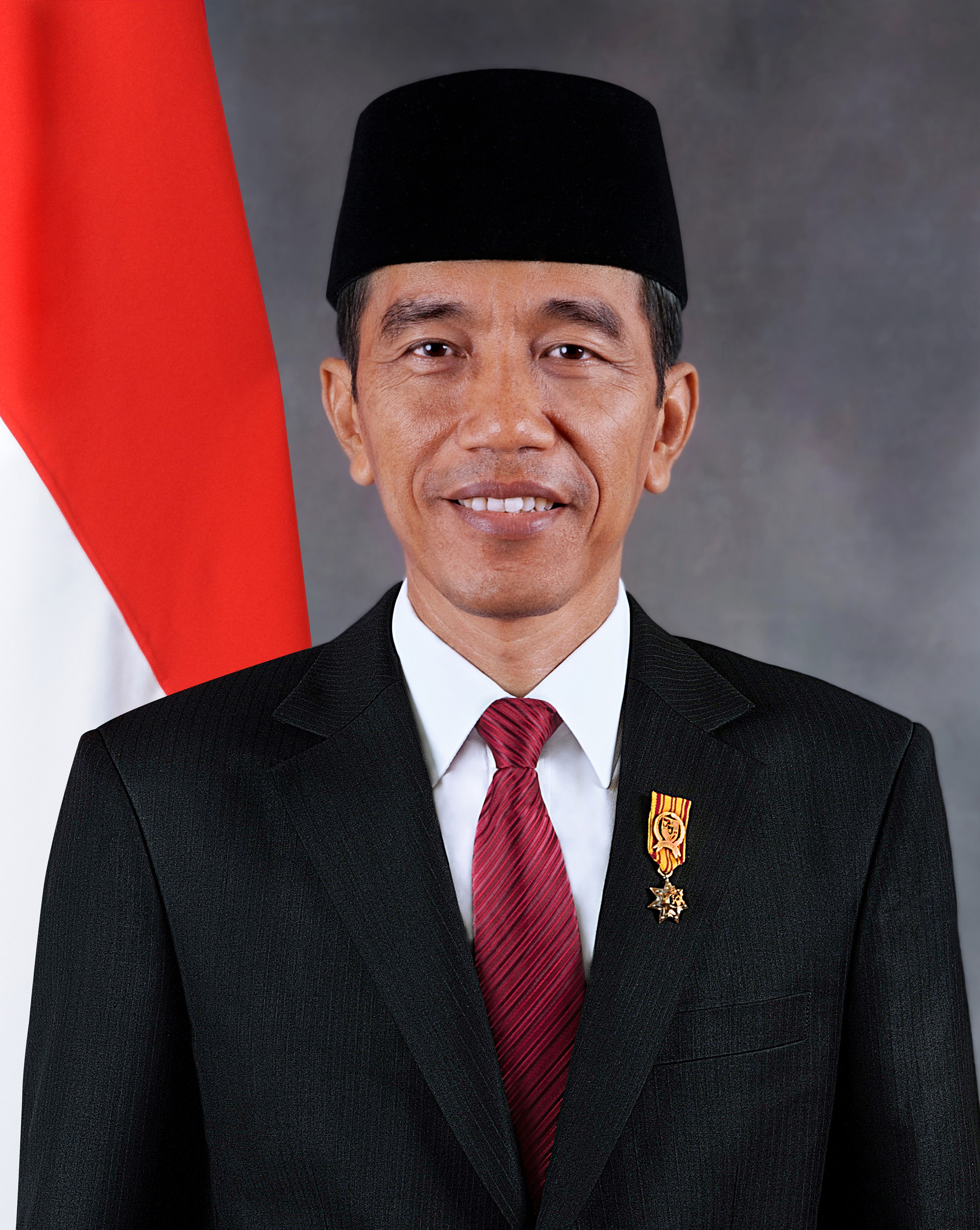
IDN Джоко Видодо, Президент
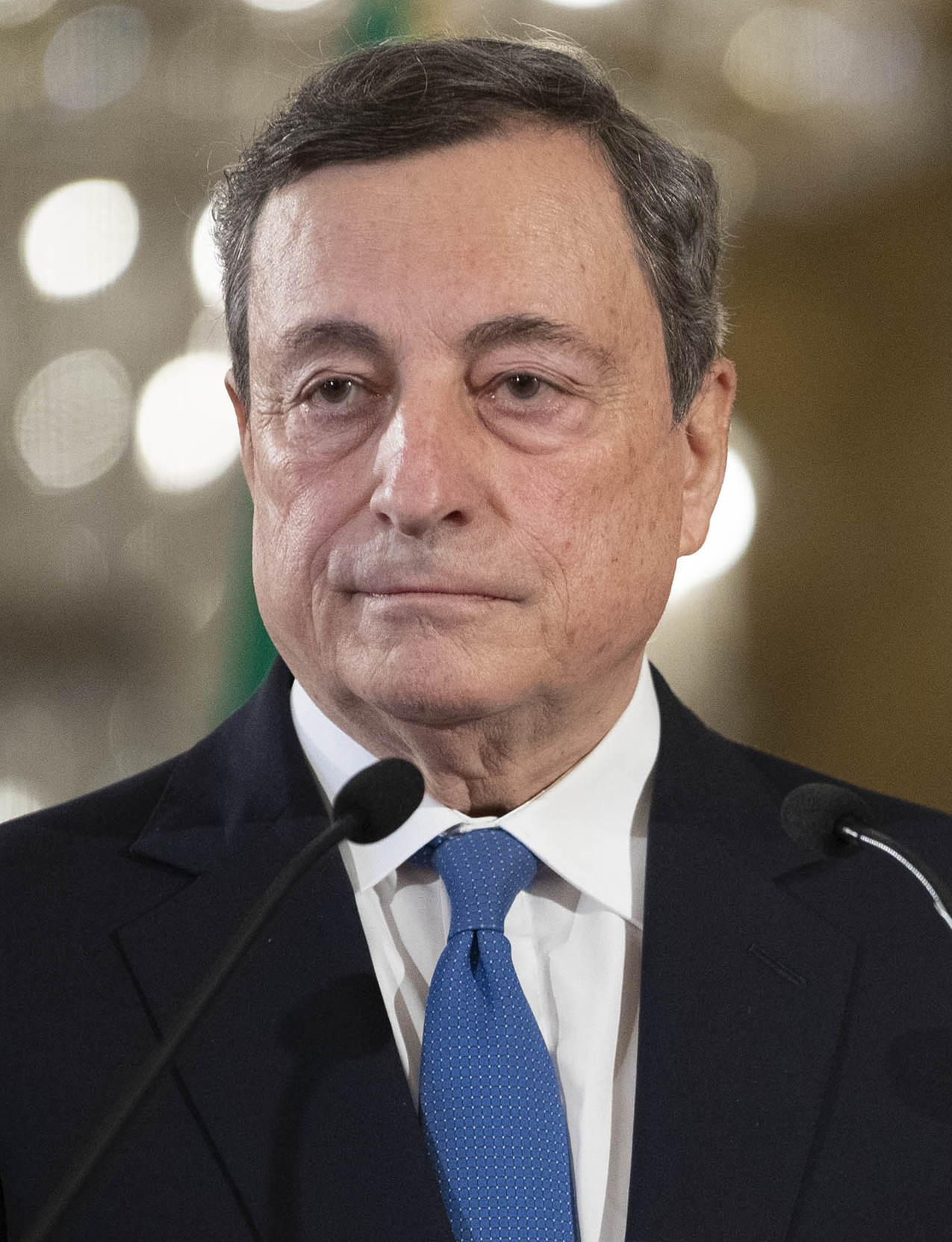
ITA Марио Драги, Премьер-министр, Хозяин саммита
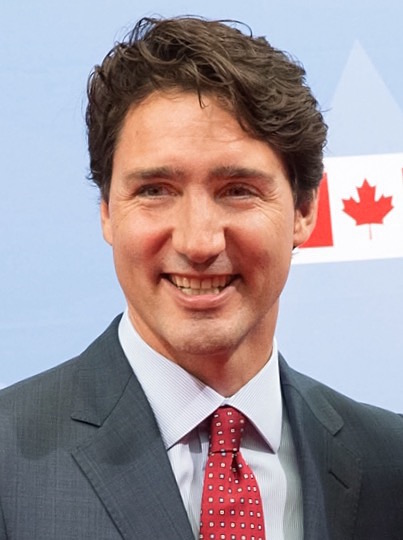
CAN Джастин Трюдо, Премьер-министр
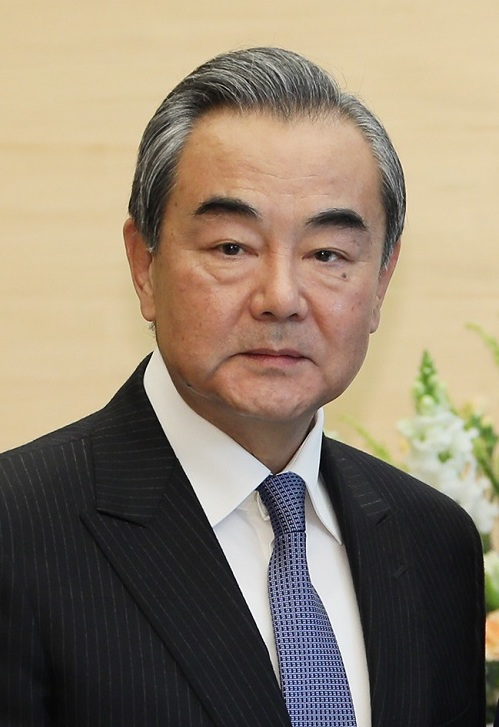
CHN Ван И, Министр иностранных дел
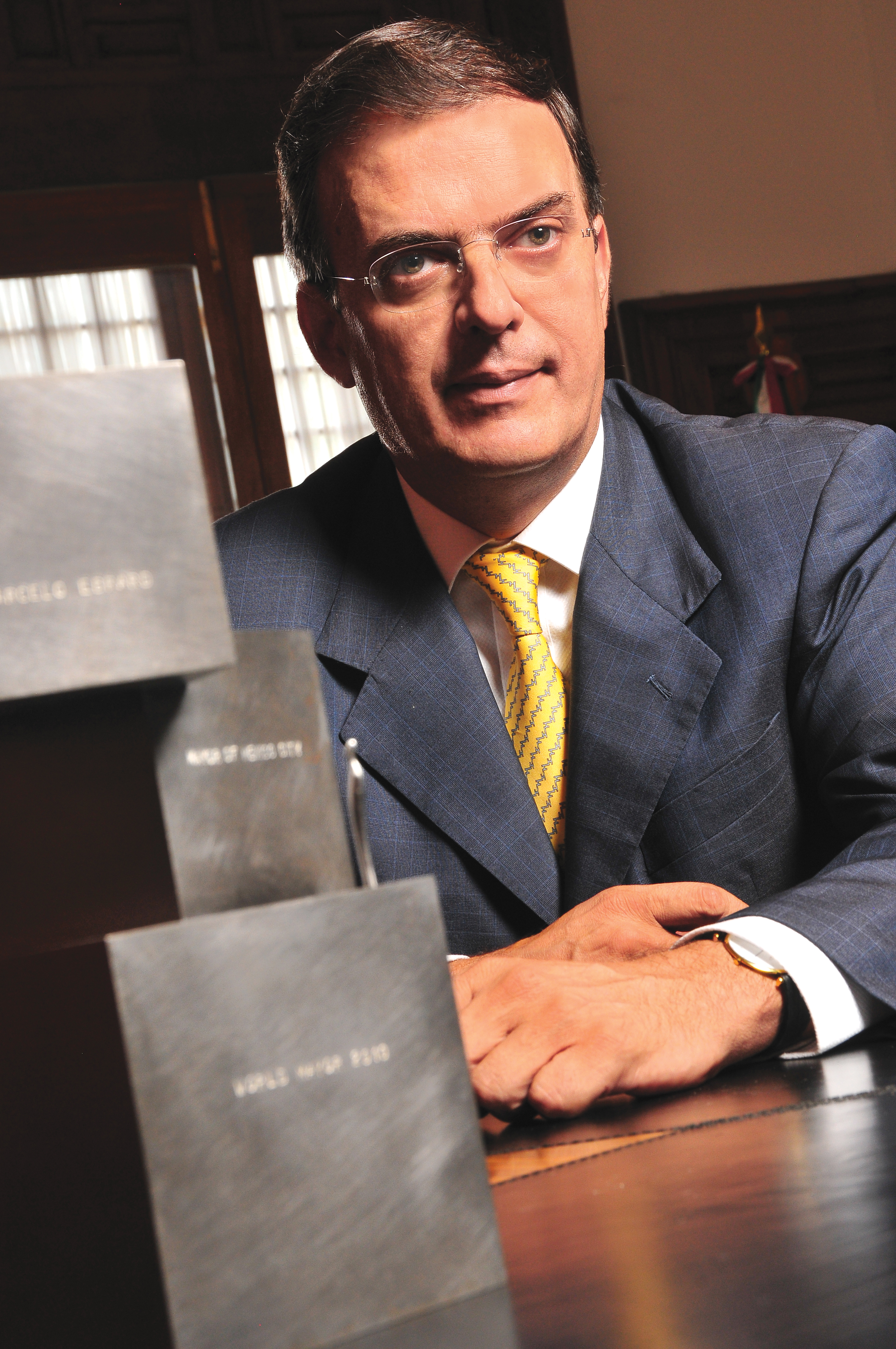
MEX Марсело Эбрард, Министр иностранных дел
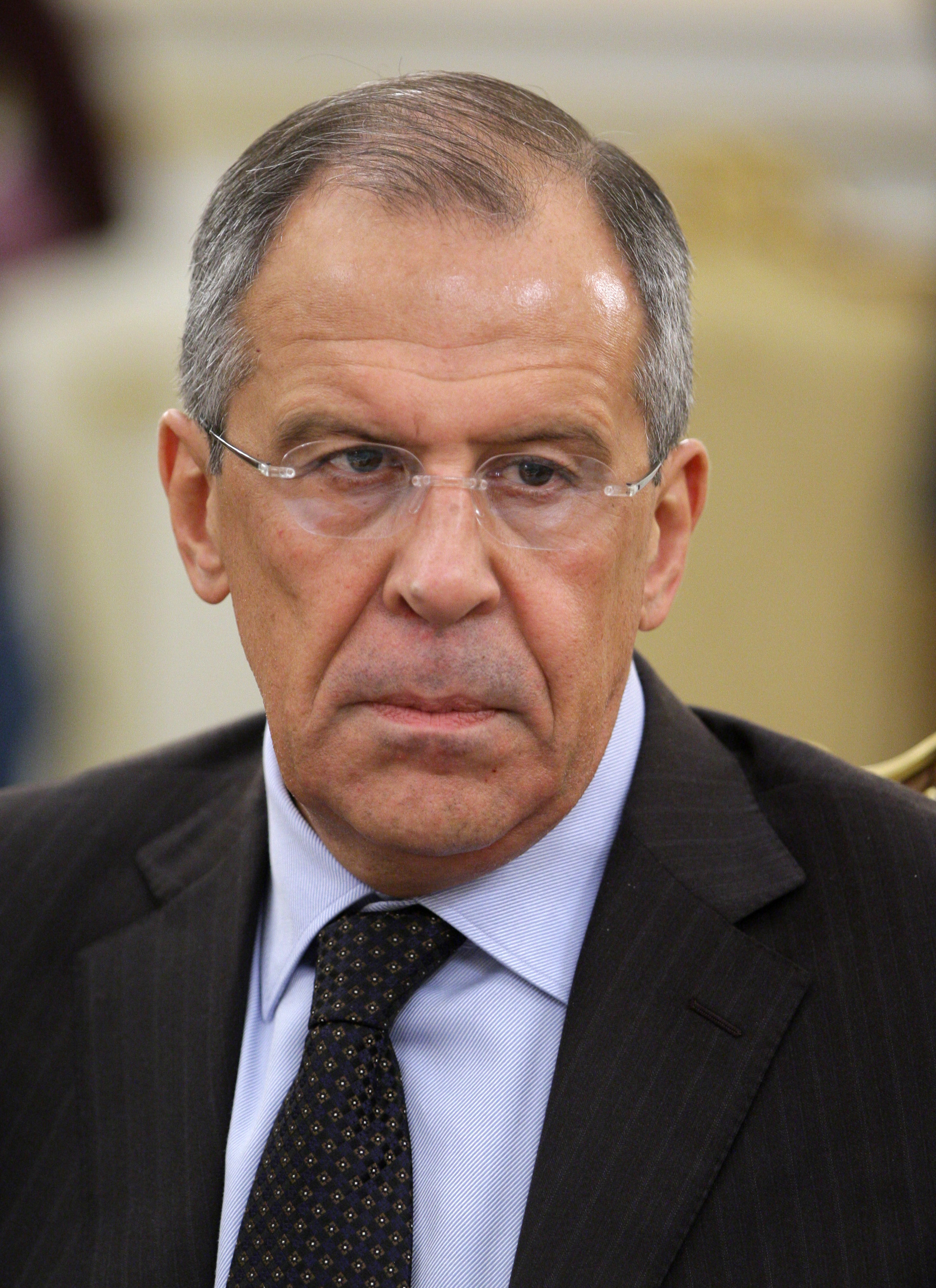
RUS Сергей Лавров, Министр иностранных дел
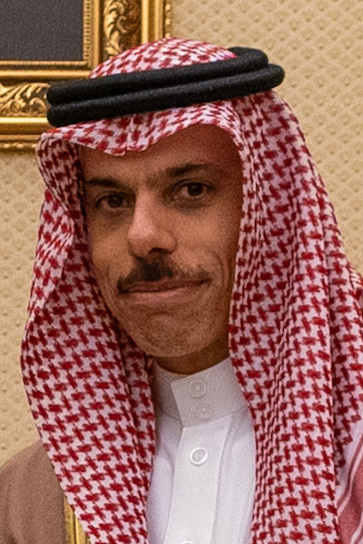
KSA Фейсал Аль Сауд, Министр иностранных дел
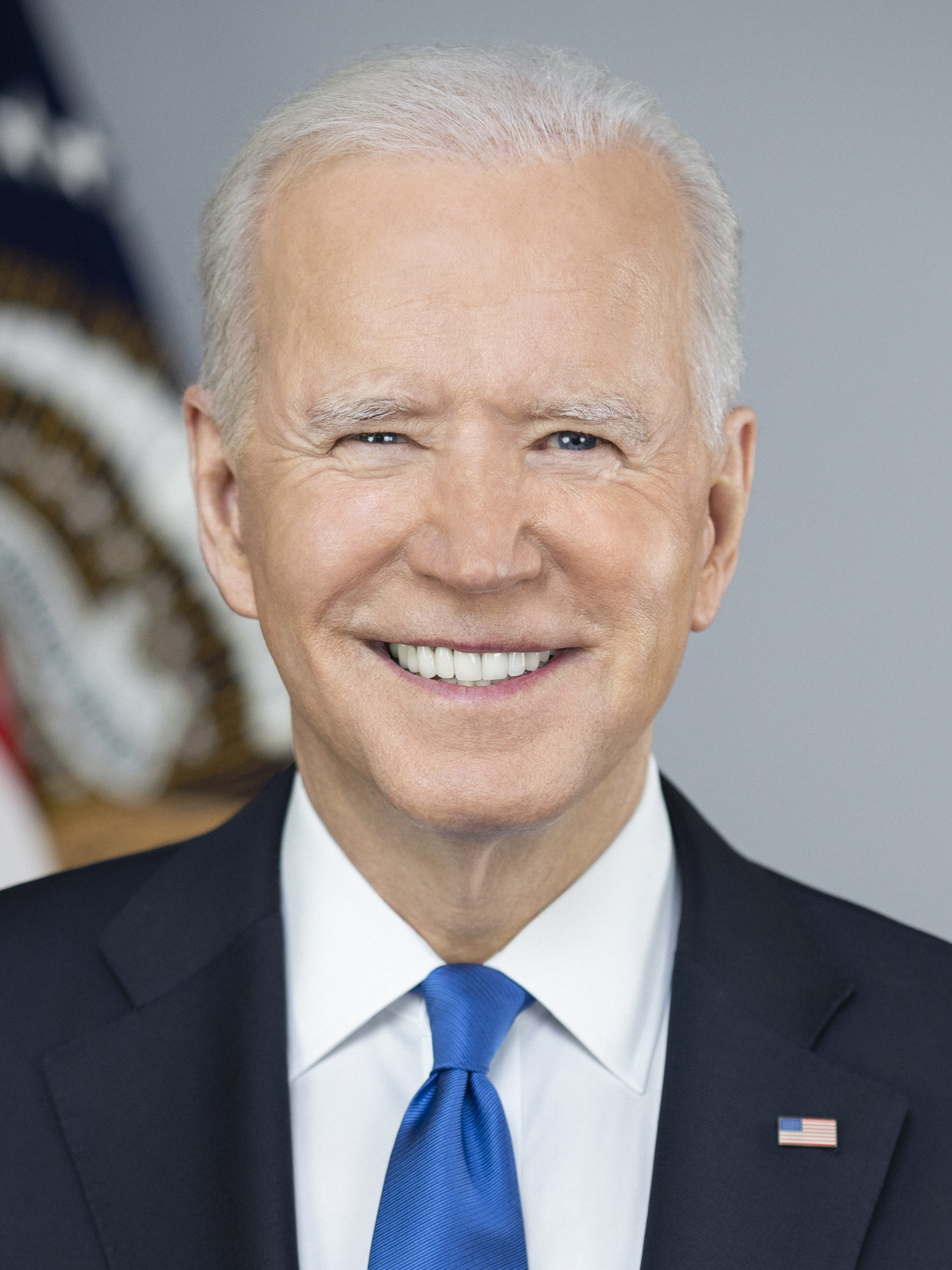
USA Джо Байден, Президент
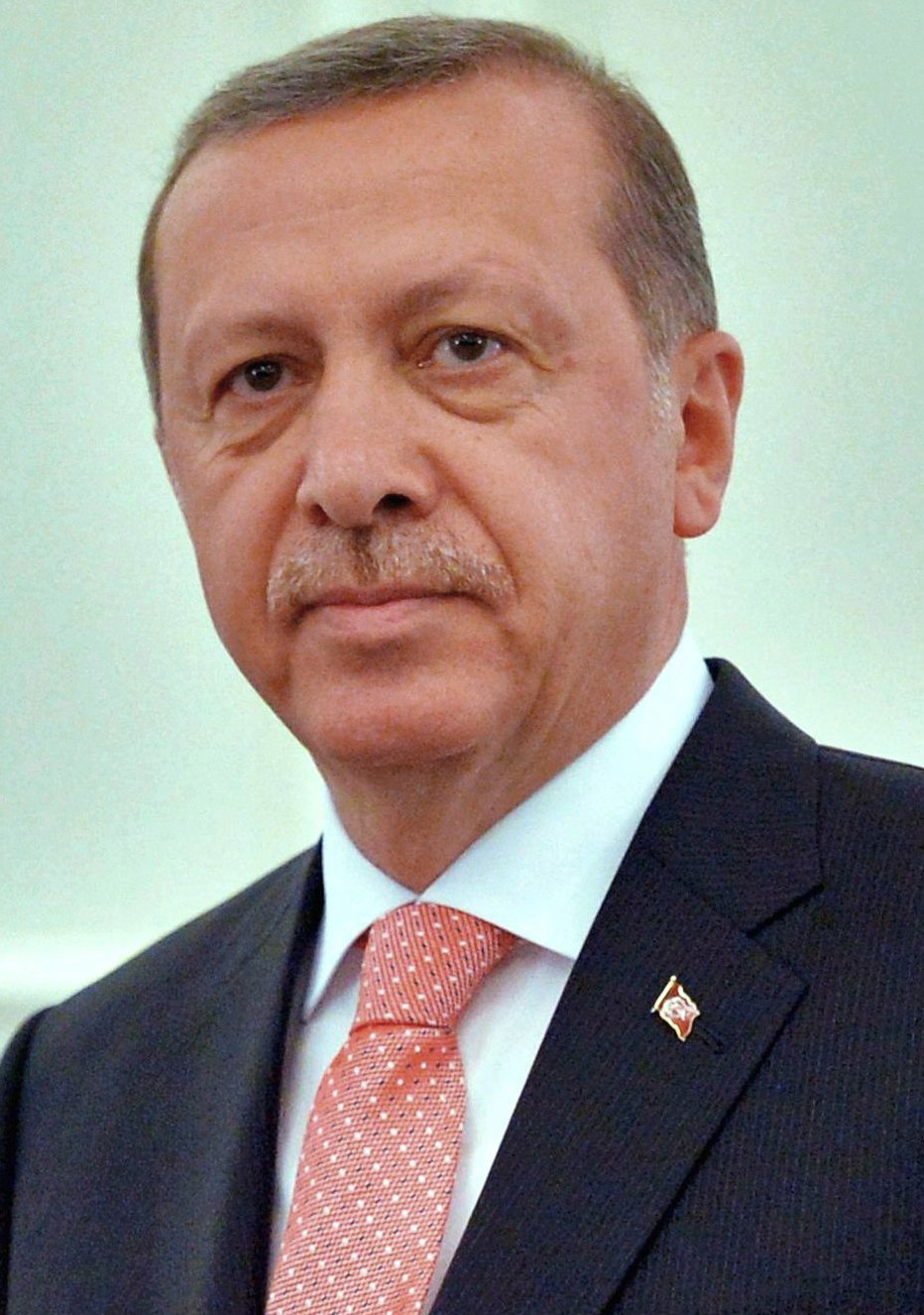
TUR Реджеп Эрдоган, Президент
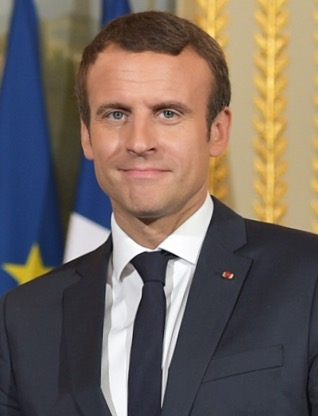
FRA Эмманюэль Макрон, Президент
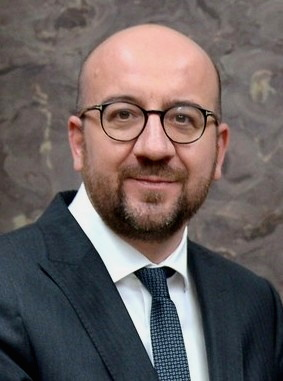
' Шарль Мишель, Председатель Европейского совета
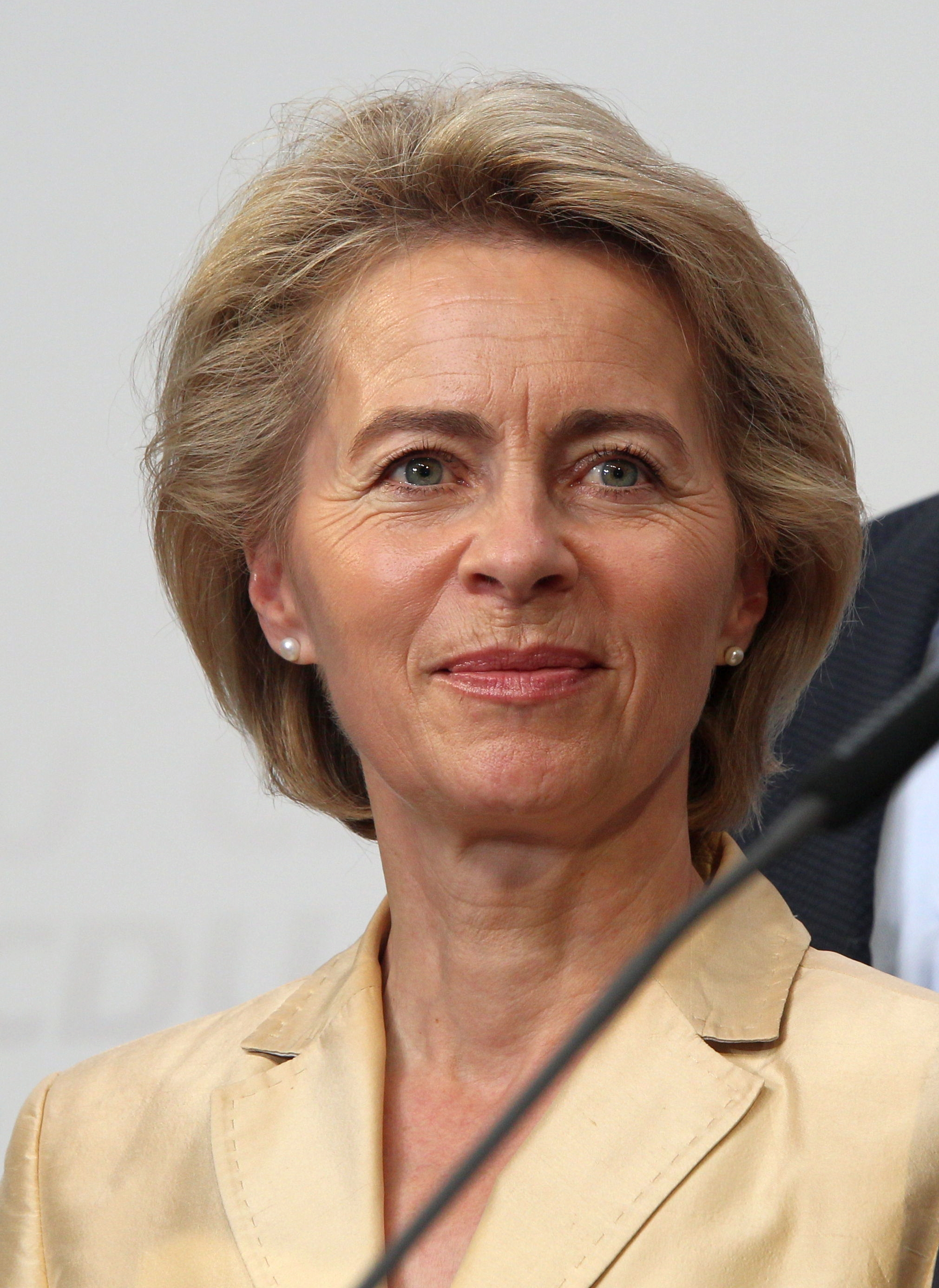
' Урсула фон дер Ляйен, Председатель Европейской комиссии

- Австралия
Скотт Моррисон, Премьер-министр
- Аргентина
Альберто Фернандес, Президент
- Бразилия
Жаир Болсонару, Президент
- Великобритания
Борис Джонсон, Премьер-министр
- Германия
Ангела Меркель, и.о. Канцлера
- Индия
Нарендра Моди, Премьер-министр
- Индонезия
Джоко Видодо, Президент
- Италия
Марио Драги, Премьер-министр, Хозяин саммита
- Канада
Джастин Трюдо, Премьер-министр
- Китай
Ван И, Министр иностранных дел
- Мексика
Марсело Эбрард, Министр иностранных дел
- Россия
Сергей Лавров, Министр иностранных дел
- Саудовская Аравия
Фейсал Аль Сауд, Министр иностранных дел
- США
 Джо Байден, Президент
- Турция
Реджеп Эрдоган, Президент
- Франция
Эмманюэль Макрон, Президент
- Европейский союз
Шарль Мишель, Председатель Европейского совета
- Европейский союз
Урсула фон дер Ляйен, Председатель Европейской комиссии

### Приглашены в качестве гостей

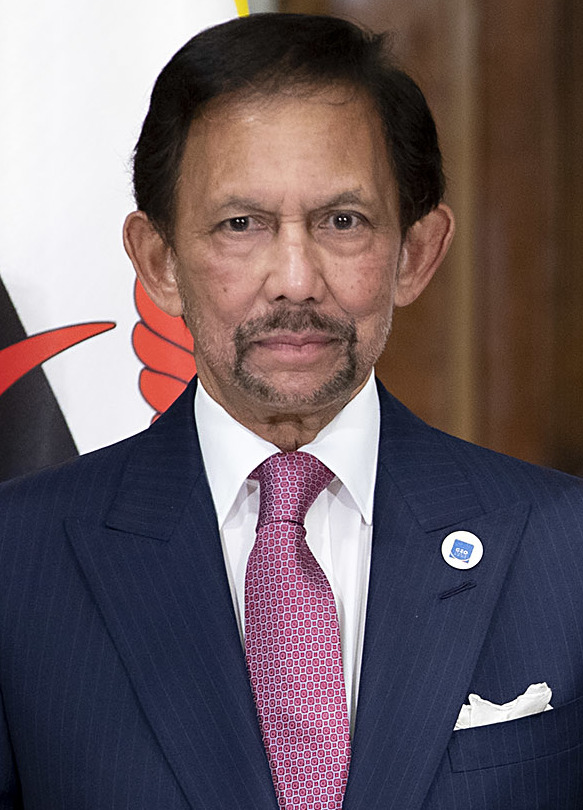
BRN Хассанал Болкиах, Султан, Председатель АСЕАН в 2021 году
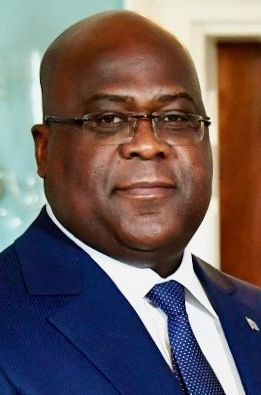
COD Феликс Чисекеди, Президент, Председатель Африканского союза в 2021 году
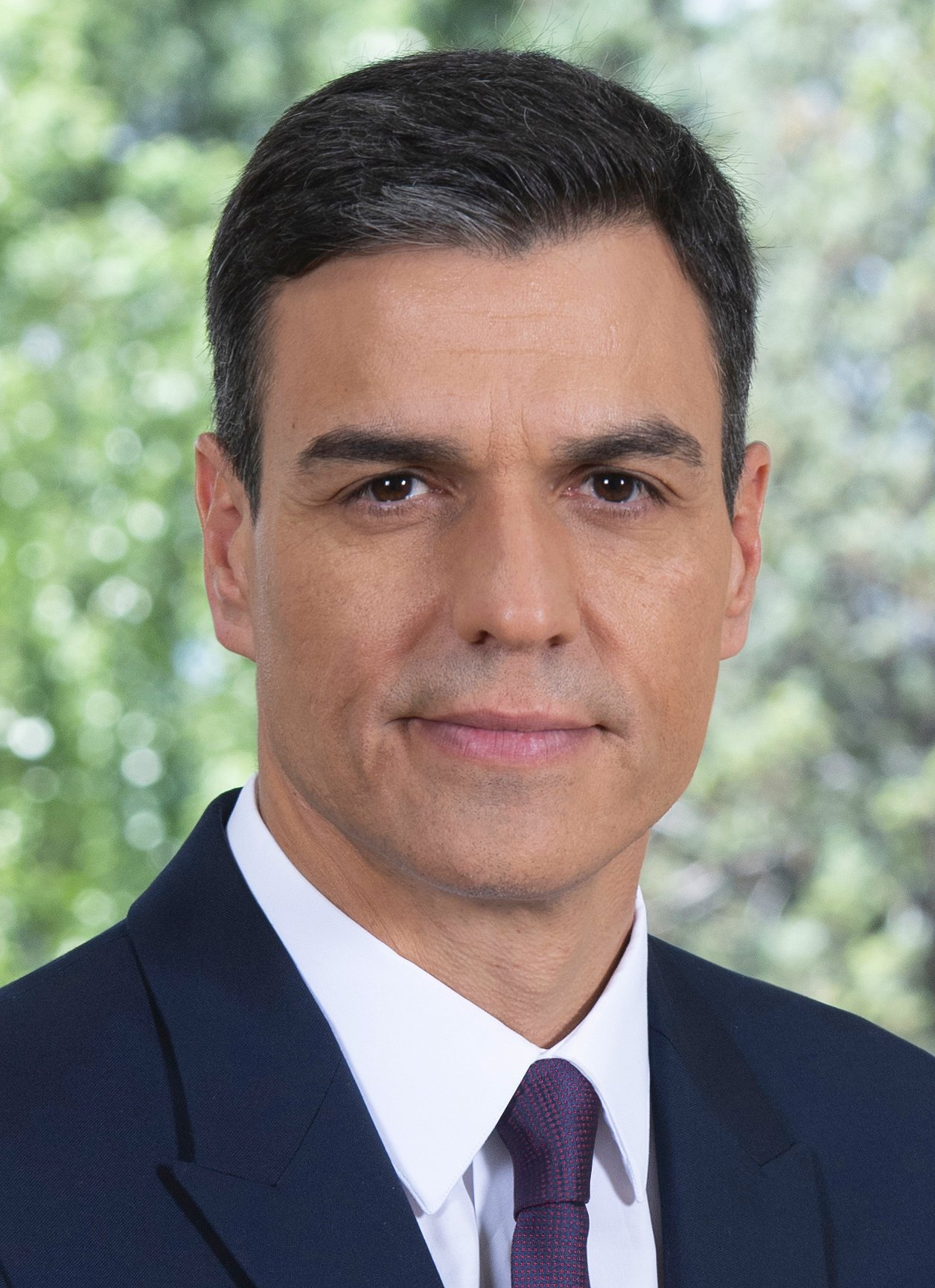
ESP Педро Санчес, Председатель правительства Постоянный приглашённый гость
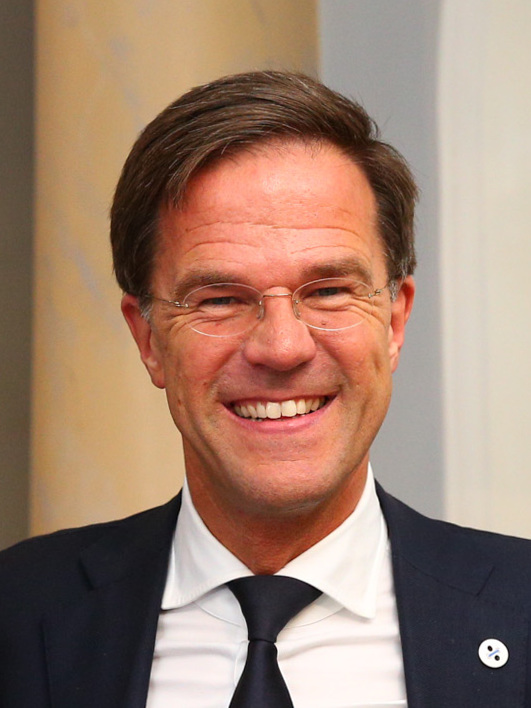
NED Марк Рютте, Премьер-министр
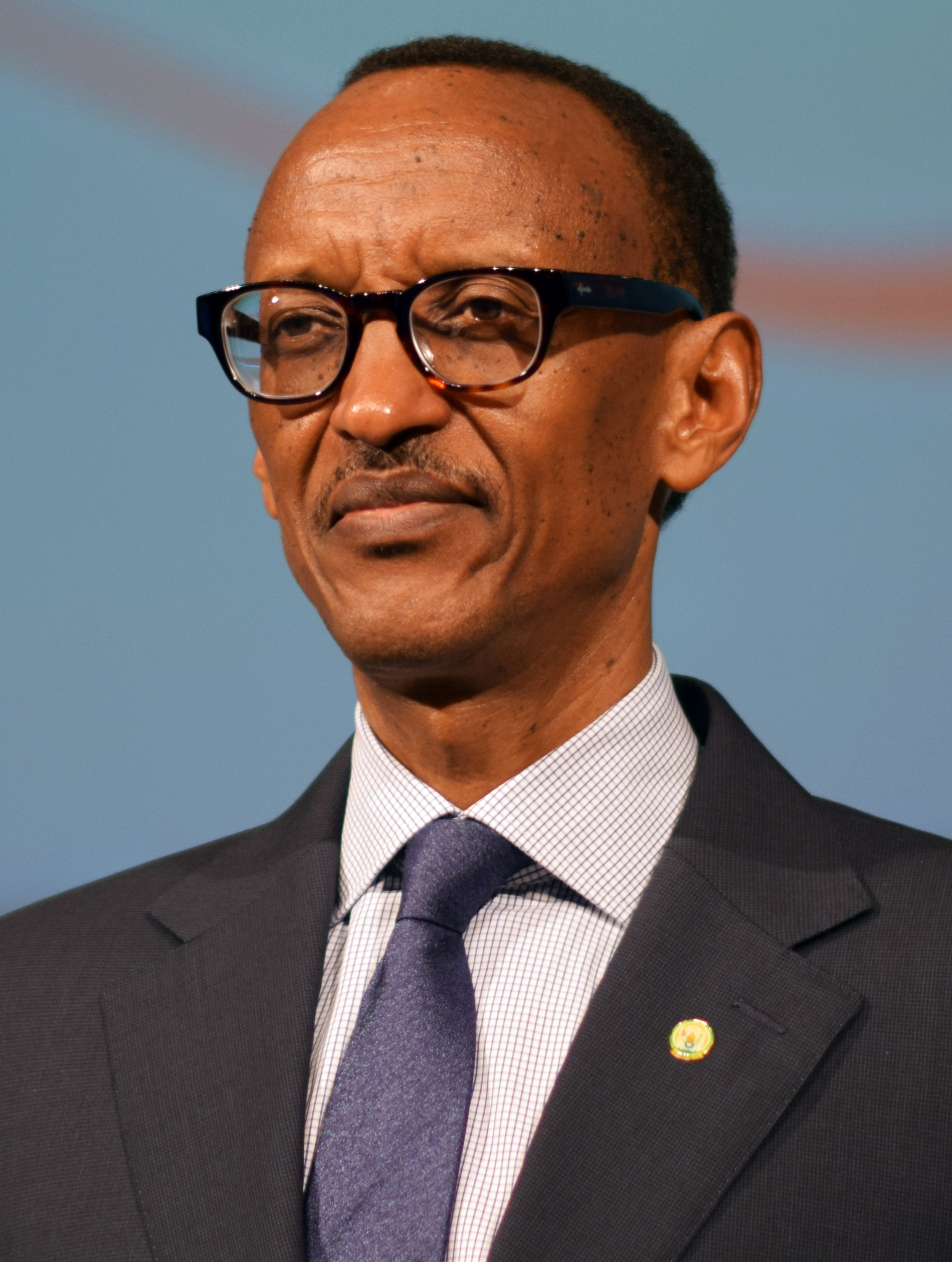
RWA Поль Кагаме, Президент, Председатель НЕПАД в 2020 году
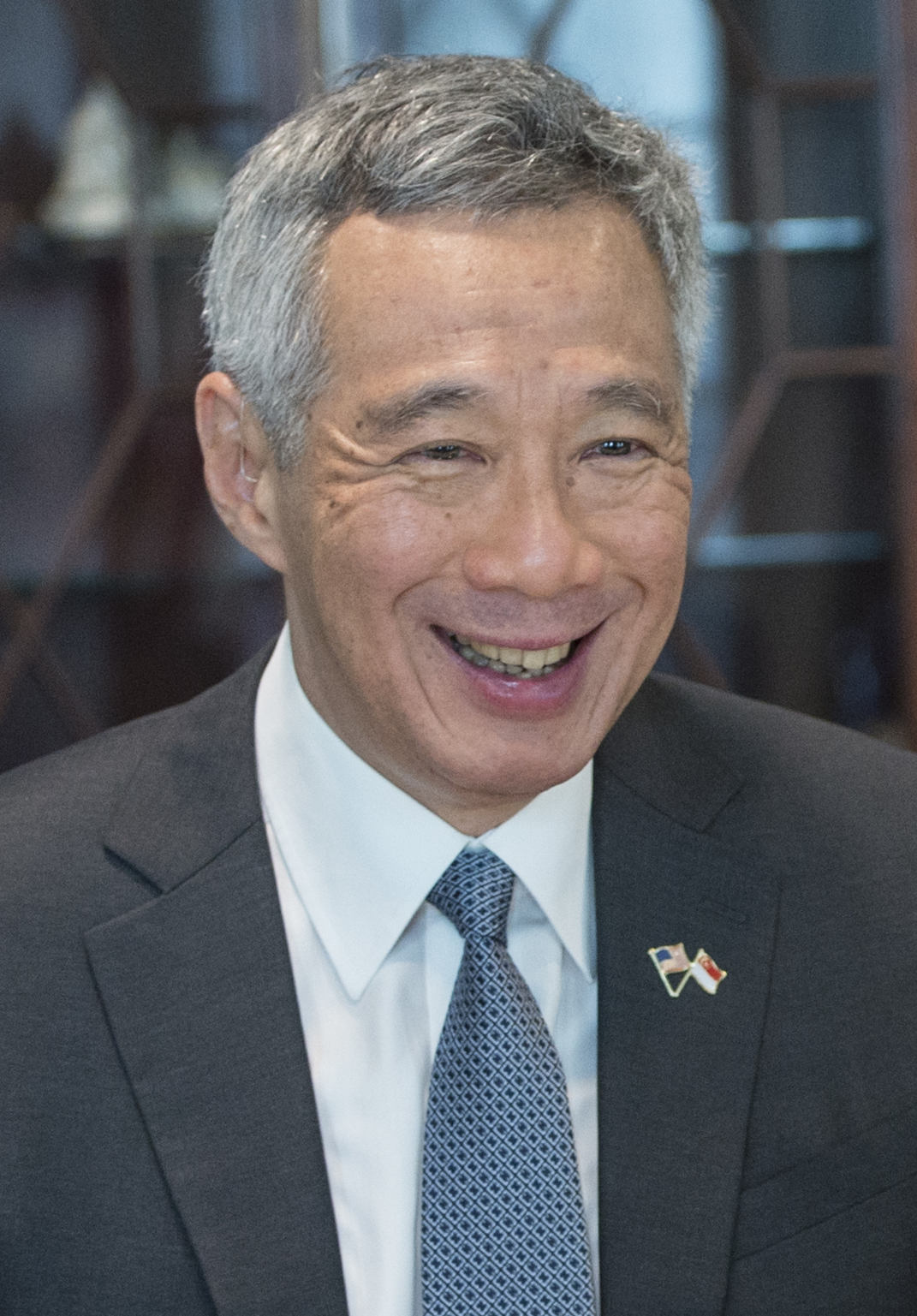
SIN Ли Сяньлун, Премьер-министр

- Бруней
Хассанал Болкиах, Султан, Председатель АСЕАН в 2021 году
- ДР Конго
Феликс Чисекеди, Президент, Председатель Африканского союза в 2021 году
- Испания
Педро Санчес, Председатель правительства
 Постоянный приглашённый гость
- Нидерланды
Марк Рютте, Премьер-министр
- Руанда
Поль Кагаме, Президент,  Председатель НЕПАД в 2020 году
- Сингапур
Ли Сяньлун, Премьер-министр

## Итоги
В итоговом коммюнике лидеры G20 договорились принять дальнейшие меры по борьбе с пандемией коронавируса и вакцинировать 70 % населения стран к середине 2022 года. Среди главных вопросов — общие требования к сертификатам о вакцинации и возобновление международных поездок на фоне эпидемии. Лидеры подчеркнули, что экономическая активность в мире восстанавливается уверенными темпами. Этому, по словам участников G20, способствуют ускоряющиеся темпы вакцинации и политическая поддержка.
По теме экологии в преддверии климатического саммита в Глазго договорились принять меры для ограничения роста глобального потепления на 1,5 градуса, сократить выбросы парниковых газов до нуля к «середине века», что потребует значимых и эффективных действий со стороны всех государств.
Страны установили «амбициозную совместную цель» по озеленению" планеты, высадив 1 триллион деревьев к 2030 году. Президент США Байден при этом сказал, что Россия и Китай де-факто не явились на саммит «с точки зрения каких-либо обязательств» по теме изменения климата.
G20 одобрила международное соглашение, согласно которому прибыль крупного бизнеса будет облагаться налогом не менее 15 %; это сделано для того, чтобы транснациональные компании платили больше налогов, а не уходили от них, декларируя прибыль в офшорах. ВВП стран «большой двадцатки» составляет около 80 % от мирового ВВП.
Страны также решили предпринять шаги для интеграции мигрантов и предотвратить потоки нелегальной миграции.